# كفر السنادية
كفر السنادِية إحدى قرى مركز زفتى التابع لمحافظة الغربية بجمهورية مصر العربية.

## التاريخ
أصل الكفر من توابع قرية شرشابة ثم فصل عنها سنة 1263 هـ ثم أعيد دمج زمام الكفر في شرشابة مرة أخرى سنة 1900. صدر قرار في 1933 بإعادة الزمام إلى الكفر. عرف الكفر باسمها هذا نسبة إلى الشيخ سند صاحب المقام الكائن بها.

## السكان
بلغ عدد سكان كفر السنادية 2036 نسمة حسب تقدير عام 2018.
| السنة  | 1882 | 1897 | 1907 | 1947 | 1960 | 1976 | 1986 | 1996 | 2006  | 2018 |
| ------ | ---- | ---- | ---- | ---- | ---- | ---- | ---- | ---- | ----- | ---- |
| القرية | 743  | 880  | 621  | 776  | 892  | 1046 | 1289 | 1456 | 1,702 | 2036 |